# مات فلين
ماثيو «مات» فلين (Matthew "Matt" Flynn) من مواليد 23 مايو 1970.هو موسبقي أمريكي يعرف بكونه عازف الطبول في فرقة مارون 5.

## روابط خارجية
- مات فلين على موقع أول ميوزيك (الإنجليزية)
- مات فلين على موقع ديسكوغز (الإنجليزية)